# 옥센프리
《옥센프리》(Oxenfree)는 나이트 스쿨 스튜디오가 개발하고 배급한 초자연 미스터리 그래픽 어드벤처 비디오 게임이다. 이 게임은 2016년 1월에 마이크로소프트 윈도우, macOS, 엑스박스 원용으로 출시되었으며, 나중에 같은 해에 플레이스테이션 4과 리눅스 버전이 출시되었고, 2017년에 iOS, 안드로이드, 닌텐도 스위치 버전이 출시되었다. 《옥센프리》에서 플레이어들은 어느 한 지역 섬으로 주말 여행을 떠나는 10대 소녀 알렉스(Alex)의 역할을 맡는다. 초자연적인 사건들이 발생한 이후로 알렉스와 그녀의 친구들은 섬의 비밀을 파헤쳐야 한다.
이 게임은 나이트 스쿨 스튜디오의 최초의 작품이다. 고전 청춘 영화들과 성년쇼에 영향을 받은 개발자들은 플레이어들이 환경을 자유로이 배회할 수 있도록 컷씬이 없는 스토리 진행 게임을 만들고 싶어했다. 옥센프리의 시각적 표현은 밝고 기하학적이고 디지털스러운 요소와 더불어 어둡고 유기적이고 아날로그적인 요소를 맞는다. 음악가 scntfc는 게임의 사운드트랙을 작곡하였으며 빈티지 아날로그 테이프 레코더와 수신기를 사용한 것 이외에도 디지털 음악 생산 기법을 적용하였다.

## 평가
《옥센프리》는 비평가들로부터 긍정적인 평가를 받았으며, 메타크리틱에 따르면 게임의 각 버전은 대체적으로 호의적인 평가를 받았다.